# Isabella Bird
Isabella Lucy Bird (Yorkshire, 15 de outubro de 1831 Edimburgo, 7 de outubro de 1904) foi uma exploradora, fotógrafa, naturalista e escritora britânica.